# Molophilus fagetorum
Molophilus fagetorum är en tvåvingeart som beskrevs av Alexander 1929. Molophilus fagetorum ingår i släktet Molophilus och familjen småharkrankar. Inga underarter finns listade i Catalogue of Life.